# Shi Dan
Shi Dan (3 de dezembro de 1980) é uma futebolista chinesa que atua como defensora.

## Carreira
Shi Dan integrou o elenco da Seleção Chinesa de Futebol Feminino, nas Olimpíadas de 2004. 